# 卡羅爾·扎萊夫斯基
卡羅爾·扎萊夫斯基（波蘭語：Karol Zalewski，1993年8月7日—），波蘭男子田徑運動員，他代表波蘭隊參加了日本舉行的2020年夏季奧林匹克運動會，並且在混合4×400米接力比賽上獲得金牌。